# 緑川
緑川（みどりかわ）は、熊本県中部を流れ有明海の島原湾に注ぐ緑川水系の本流で、一級河川である。

## 地理
宮崎県境の向坂山（むこうざかやま、標高1684m）及び小川岳（標高1542m）の西麓に発し西流。上流に緑川ダム。甲佐町で北西流、嘉島町南部で熊本平野に出て再び西流へと転じ、宇土半島の北側基部から有明海に注ぐ。

### 急峻な地形
- 深くえぐられた谷

水源から美里町あたりまでは、谷が深く、滝が多く見られる。特に山都町には「矢部四十八滝」とも呼ばれるくらい滝が多い。
谷が深いため架橋数が少ない。台地から谷を越えて架かる橋は内大臣橋と鮎の瀬大橋であり、橋から遠い集落に住む人たちは、谷を渡るにはかなり迂回しなければならない。

## 歴史
- 1972年（昭和47年）7月6日 - 豪雨により城南橋観測所（現：熊本市[[南区 (熊本市)|南区城南町）の水位が 6.55メートルを記録。
- 2025年（令和7年）8月11日 - 熊本県下を襲った集中豪雨により城南橋観測所の水位が、1972年の既往最高水位を超え 7.07メートルに達した[1]。

## 語源
『肥後国誌』等の古文献によると、「紺碧の水面が美しい川」と清らかな水の流れのイメージから命名された。

## 植生
- 源流部は九州では珍しく降雪量が多い場所。地形が険しいことから営林署による伐採があまり行われずに、広葉樹林がわずかに残った。
- 秋には見事な紅葉になり、冬場には樹氷も見られる。

## 流域の自治体
熊本県
上益城郡山都町、下益城郡美里町、上益城郡甲佐町、御船町、嘉島町、熊本市（南区）、宇土市

## 支流
- 御船川（みふねがわ）
  - 八勢川（やせがわ）
- 加勢川（かせがわ）、江津湖（えづこ）、緑川と加勢川が並行して流れている熊本市と嘉島町の境付近(熊本県道50号熊本嘉島線の周辺)には、捷水路の開削に伴い、旧河道が三日月湖状に残っている。
- 浜戸川（はまどがわ）
- 天明新川（てんめいしんかわ）
- 笹原川（ささわらかわ/ささわらがわ）、山都町の阿蘇南外輪山・朝日地区川口を水源とする。緑川と合流する手前に、鵜の子の滝群があり、河原には甌穴が発達している。
  - 五老ヶ滝川（ごろうがたきがわ）、山都町の阿蘇南外輪山・御所地区を水源とする。浜町市街を流れるため水質が落ちる。通潤橋の下に流れる川であるが、放水される水は上流から採取した笹原川の水である。その後、五老ヶ滝にそそぎ、聖滝下流の笹原川と合流する。
- 千滝川（せんだきがわ）、山都町の阿蘇南外輪山を水源とする。流域は浜町市街を流れ千滝に流れている。

## 並行する交通

### 鉄道
かつて緑川中流域、嘉島町から美里町砥用（当時は砥用町）まで熊延鉄道が並行していたが、1964年（昭和39年）3月31日限りで廃止となった。

### 道路
国道
- 国道218号
- 国道443号

主要地方道
- 熊本県道50号熊本嘉島線
- 熊本県道153号清和砥用線
- 熊本県道220号三本松甲佐線
- 熊本県道242号走潟廻江線

## 橋梁
- 霊台橋 - 江戸時代に架けられた石橋で、国の重要文化財。
- 明神橋 - 熊本県道321号囲砥用線の橋である。
- 日和瀬橋 - 国道443号の橋である。
- 甲佐大橋
- 乙女橋 - 熊本県道38号宇土甲佐線の橋である。
- 緑川橋 - 九州自動車道の橋である。
- 蓍町橋 - 国道266号の橋である。
- 釈迦堂橋 - 熊本県道182号田迎木原線の橋である。
- 緑川橋 - 国道3号の橋である。
- 平木橋 - 国道501号の橋である。

## 周辺の施設
- 甲佐町立甲佐小学校
- 熊本県立甲佐高等学校
- 甲佐町立甲佐中学校
- 甲佐町立龍野小学校
- イオンモール熊本
- 嘉島町立嘉島西小学校
- 熊本市立杉上小学校

## 流域の観光地
- 通潤橋（山都町、笹原川の支流） 重要文化財
- 霊台橋（美里町） 重要文化財
- 鮎のやな場（甲佐町）
- 石段の郷佐俣の湯（美里町、温泉施設）
- 九州自然遊歩道（山都町・清水峠～長谷峠～崩土峠～中坂峠～高森町・高森峠）
- 中無田閘門(なかむたこうもん)(熊本市南区)